# Universitat de Salamanca
La Universitat de Salamanca, situada a la ciutat del mateix nom, és la universitat més antiga d'Espanya i una de les més antigues d'Europa.
El Studium Generale, origen de la universitat, instituït el 1218 per Alfons IX de Lleó, va ser el segon més antic d'Espanya, després del seu homòleg palentí —fundat entre el 1208 i el 1214. Va ser la primera institució educativa europea a obtenir el títol pròpiament d'Universitat, per la reial cèdula d'Alfons X el Savi datada el 9 de novembre de 1252, posteriorment ratificada per la llicència ubique docendi del papa Alexandre IV l'any 1255.

## Història
La Universitat de Salamanca és una de les més antigues d'Europa juntament amb les de Bolonya, La Sorbona de París, Oxford i Cambridge. És per tant la més antiga de les universitats espanyoles en funcionament, donada l'efímera aparició de la Universitat de Palència entre els anys 1175 i 1180.
La fundació de la universitat data de l'any 1218 pel rei Alfons IX de Lleó, amb la categoria d'Estudi General del seu regne i amb l'objectiu d'evitar que els lleonesos haguessin de sortir del regne de Lleó per a estudiar a l'incipient estudi general de Palència. És, per tant, el títol d'Estudi General el qual manifesta la diversitat dels seus ensenyaments, la seva característica no privada (oberta a tothom) i la validesa dels seus títols. La institució va trigar almenys dos segles a comptar amb edificis propis on impartir la docència. Fins que es va produir aquest esdeveniment, les classes s'impartien en el claustre de la catedral de la ciutat, en cases llogades al cabildo (ajuntament) i a l'església de Sant Benet. Sota el regnat d'Alfons X el Savi es va transformar d'Estudi General en Gran Universitat. El cardenal aragonès Pero Martínez de Luna, posteriorment Benet XIII d'Avinyó, gran protector de la institució, va impulsar la compra dels primers solars i la construcció de les Escuelas Mayores, edifici històric de la universitat, a partir de l'any 1411.

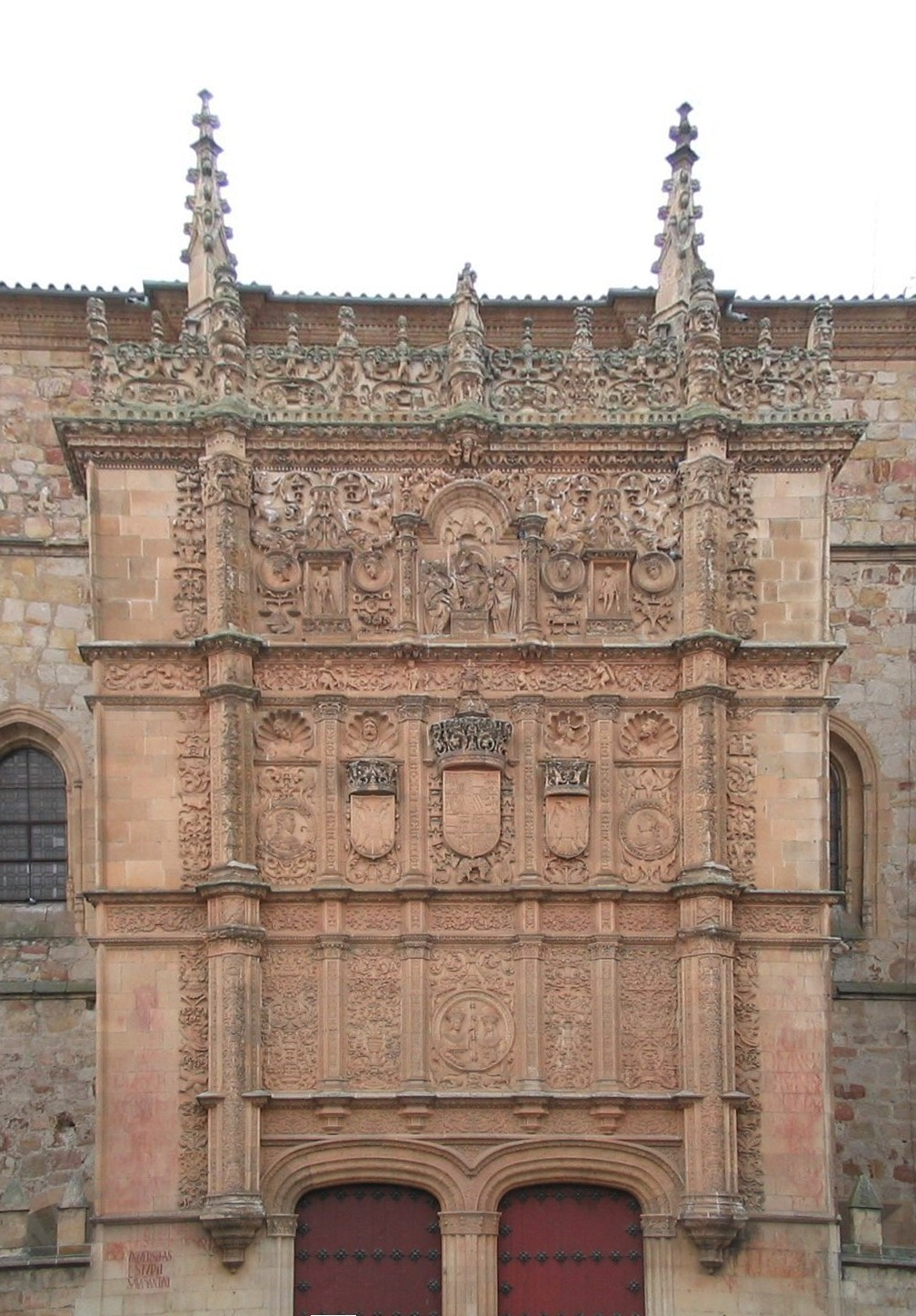
Façana de la Universitat de Salamanca

El claustre d'aquesta Universitat va discutir la viabilitat del projecte de Cristòfor Colom i les conseqüències que portaven les seves afirmacions. Una vegada descobert el continent americà, es va discutir sobre el dret dels indígenes a ser reconeguts amb plenitud de drets; es van analitzar els processos econòmics per primera vegada, es va desenvolupar la ciència del Dret i fou un focus humanista, així com la font de la qual es nodria l'administració de la monarquia hispànica per a crear i mantenir el seu Estat. Matemàtics de Salamanca van estudiar la reforma del calendari, per encàrrec del papa Gregori XIII, i van proposar la solució que es va implantar posteriorment.
El moment àlgid d'aquesta institució fou el període en el qual van conviure alguns dels seus membres més brillants i que es va conèixer com l'escola de Salamanca. Cap al 1580, en aquest període, arribaven 6.500 estudiants nous cada any.
Durant la guerra del Francès (1808-1813) molts dels seus Col·legis Majors van resultar destruïts, no per batalles sinó per construir defenses amb les seves pedres, i les seves biblioteques espoliades. Molts dels llibres foren recuperats entre l'equipatge del rei Josep I Bonaparte després de la batalla de Vitòria (1813), i una part dels fons van ser regalats per Ferran VII a Lord Wellington, com agraïment del seu suport durant la guerra, i una altra va passar a formar part de la Biblioteca del Palau Reial de Madrid. Aquests últims van ser recuperats per a la Biblioteca de la Universitat l'any 1954.
El 1986 li fou concedit el Premi Príncep d'Astúries de Cooperació Internacional, juntament amb la Universitat de Coïmbra per l'extraordinària aportació que ambdues han prestat a la formació de l'esperit de tots els països que integren la Comunitat iberoamericana i al seu diàleg tradicional amb les diverses universitats del continent americà, que va convertir l'Oceà Atlàntic en el "Mare Nostrum" de la cultura universal.

## Alumnes i professors destacats

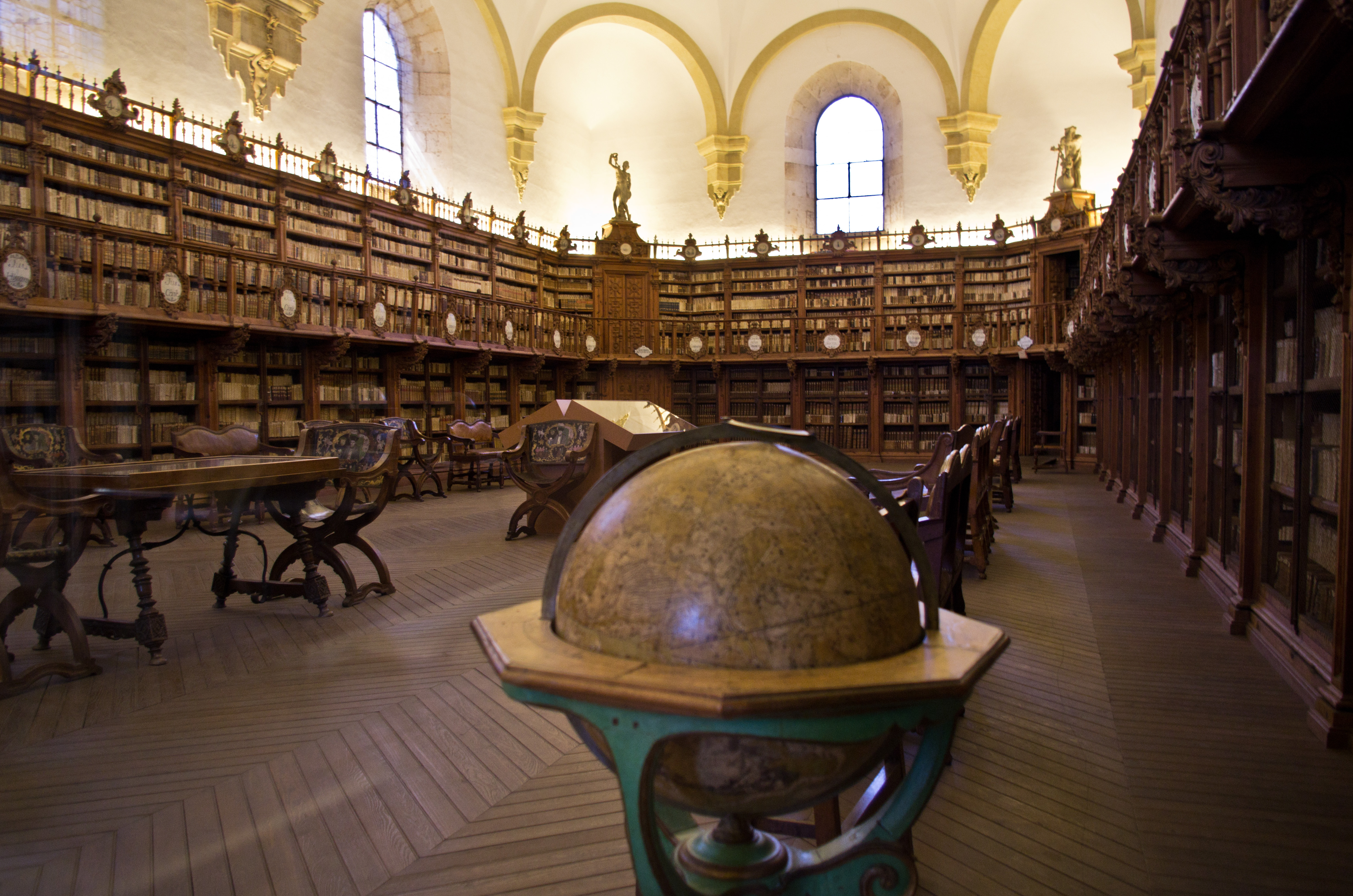
Antiga biblioteca de la Universitat de Salamanca

Per aquesta Universitat han passat en qualitat d'alumnes o professors Luis Ponce de León, Francisco de Vitòria (precursor del Dret Internacional, un segle abans que Hug Grocio), Domingo de Soto (deixeble de l'anterior, que va participar en el concili de Trento i en la Junta de Valladolid sobre la qüestió indígena), Martín de Azpilcueta (va examinar per primera vegada el fenomen de la inflació, abans fins i tot que Jean Bodin), Tomás de Mercado (pioner de l'anàlisi econòmica), Fernando de Rojas (autor de La Celestina), Sant Joan de la Creu, Diego de Covarrubias (un dels creadors del nou dret adaptat a un estat modern com eren els renaixentistes), Antonio de Nebrija (humanista i autor de la primera gramàtica de la llengua castellana), Pedro Sánchez Ciruelo (gran matemàtic que a més de Salamanca va ser professor en Alcalá i la Sorbona), Francisco de Salinas (catedràtic de música), Hernán Cortés (conquistador de Mèxic), Francisco Sánchez de las Brozas, Ambrosio de Morales (humanista i arqueòleg), Alonso Fernández de Madrigal, Luis de Góngora (un dels més grans escriptors del Segle d'or espanyol de les lletres espanyoles), Abraham Zacut (gran astrònom jueu que va ser conseller de reis com el de Portugal), Beatriz Galindo (estudià gramàtica a les escoles menors de la universitat), el Comte-Duc d'Olivares (privat del rei Felip IV d'Espanya), Cardenal Mazzarino (primer ministre del rei de Lluís XIV de França), Calderón de la Barca, Miguel de Unamuno (que va ser rector en tres ocasions), José María Gil-Robles (brillant advocat que va participar en plets que han sentat precedent en el Dret Internacional), els lingüistes Antonio Tovar i Luis Michelena, Pedro Salinas, Enrique Tierno Galván i Adolfo Suárez (primer cap de govern democràtic d'Espanya després del franquisme) entre molts altres.

Símbol de la graduació a la Universitat de Salamanca

Dins la Universitat, les facultats són els centres encarregats de la gestió administrativa i de l'organització dels ensenyaments universitaris conduents a l'obtenció de títols acadèmics. Actualment, la Universitat de Salamanca està constituïda per 16 facultats: 
- Facultat de Belles Arts
- Facultat de Biologia
- Facultat de Ciències Agràries i Ambientals
- Facultat de Ciències
- Facultat de Ciències Químiques
- Facultat de Ciències Socials
- Facultat de Dret
- Facultat d'Economia i Empresa
- Facultat d'Educació
- Facultat de Farmàcia
- Facultat de Filologia
- Facultat de Filosofia
- Facultat de Geografia i Història
- Facultat de Medicina i Odontologia
- Facultat de Psicologia
- Facultat de Traducció i Documentació